# 星川音々
星川 音々（ ほしかわ ねね、9月2日 - ）は、日本のストリッパー。埼玉県出身。

## 人物・来歴
- 踊ることが好きで中学校のころにはダンスの先生になりたいと思い、18歳くらいから本格的にヒップホップを習って発表会に出演したこともある。
- 学生時代はバスケット、陸上部に所属していた。
- 「踊り子としてのプライドは踊ることにある。」と語る。
- 趣味はいろいろなジャンルのダンス、海外旅行、ダイビング。
- 2005年7月26日に所属先の大阪東洋ショーにてデビュー。